# Плавання на літніх Олімпійських іграх 1960
Змагання з плавання на літніх Олімпійських іграх 1960 в Римі тривали з 26 серпня до 3 вересня 1960 року на Олімпійському плавальному стадіоні. Розіграно 15 комплектів нагород: 8 серед чоловіків і 7 серед жінок. Змагалося 380 спортсменів з 45-ти країн. Уперше відбулися змагання в естафеті 4×100 метрів комплексом. Збірна США очолила медальний залік, здобувши 15 нагород (9 золотих), а друге місце посіла збірна Австралії — 13 нагород (5 золотих). 16-літня Кріс фон Зальца виборола чотири нагороди, три з яких золоті.

## Таблиця медалей
| Місце               | Країна                           | Золото | Срібло | Бронза | Загалом |
| ------------------- | -------------------------------- | ------ | ------ | ------ | ------- |
| 1                   | США (USA)                        | 9      | 3      | 3      | 15      |
| 2                   | Австралія (AUS)                  | 5      | 5      | 3      | 13      |
| 3                   | Велика Британія (GBR)            | 1      | 1      | 1      | 3       |
| 4                   | Японія (JPN)                     | 0      | 3      | 2      | 5       |
| 5                   | Об'єднана німецька команда (EUA) | 0      | 1      | 3      | 4       |
| 6                   | Нідерланди (NED)                 | 0      | 1      | 2      | 3       |
| 7                   | Швеція (SWE)                     | 0      | 1      | 0      | 1       |
| 8                   | Бразилія (BRA)                   | 0      | 0      | 1      | 1       |
| Загалом (8 збірних) | Загалом (8 збірних)              | 15     | 15     | 15     | 45      |

## Медальний залік

### Чоловіки
| Дисципліни                      | Золото                                                      | Золото       | Срібло                                                               | Срібло    | Бронза                                                                 | Бронза  |
| ------------------------------- | ----------------------------------------------------------- | ------------ | -------------------------------------------------------------------- | --------- | ---------------------------------------------------------------------- | ------- |
| 100 м вільним стилем            | Джон Девітт · Австралія                                     | 55.2 (OR)    | Ленс Ларсон · США                                                    | 55.2 (OR) | Мануел дос Сантос · Бразилія                                           | 55.4    |
| 400 м вільним стилем            | Мюррей Роуз · Австралія                                     | 4:18.3 (OR)  | Цуйосі Яманака · Японія                                              | 4:21.4    | Джон Конрадс · Австралія                                               | 4:21.8  |
| 1500 м вільним стилем           | Джон Конрадс · Австралія                                    | 17:19.2 (OR) | Мюррей Роуз · Австралія                                              | 17:21.7   | Джордж Брін · США                                                      | 17:30.6 |
| 100 м на спині                  | Девід Тейл · Австралія                                      | 1:01.9 (OR)  | Френк Маккінні · США                                                 | 1:02.1    | Боб Беннетт · США                                                      | 1:02.3  |
| 200 м брасом                    | Білл Маллікен · США                                         | 2:37.4       | Йосіхіко Осакі · Японія                                              | 2:38.0    | Віґер Менсонідес · Нідерланди                                          | 2:39.7  |
| 200 м батерфляєм                | Майк Трой · США                                             | 2:12.8 (WR)  | Невілл Гейз · Австралія                                              | 2:14.6    | Дейв Ґілландерс · США                                                  | 2:15.3  |
| Естафета 4×200 м вільним стилем | США (USA) Джордж Гаррісон Дік Блік Майк Трой Джефф Фаррелл  | 8:10.2 (WR)  | Японія (JPN) Макото Фукуї Хіросі Ісії Цуйосі Яманака Тацуо Фудзімото | 8:13.3    | Австралія (AUS) Девід Діксон Джон Девітт Мюррей Роуз Джон Конрадс      | 8:13.8  |
| Естафета 4×100 м комплексом     | США (USA) Френк Маккінні Пол Гейт Ленс Ларсон Джефф Фаррелл | 4:05.4 (WR)  | Австралія (AUS) Девід Тейл Террі Ґетеркоул Невілл Гейз Джефф Шиптон  | 4:12.0    | Японія (JPN) Кадзуо Томіта Коїті Хіракіда Йосіхіко Осакі Кейґо Сімудзу | 4:12.2  |

### Жінки
| Дисципліни                      | Золото                                                           | Золото      | Срібло                                                                | Срібло | Бронза                                                                                      | Бронза |
| ------------------------------- | ---------------------------------------------------------------- | ----------- | --------------------------------------------------------------------- | ------ | ------------------------------------------------------------------------------------------- | ------ |
| 100 м вільним стилем            | Дон Фрейзер · Австралія                                          | 1:01.2 (OR) | Кріс фон Зальца · США                                                 | 1:02.8 | Наталі Стюард · Велика Британія                                                             | 1:03.1 |
| 400 м вільним стилем            | Кріс фон Зальца · США                                            | 4:50.6 (OR) | Яне Седерквіст · Швеція                                               | 4:53.9 | Тінеке Лаґерберґ · Нідерланди                                                               | 4:56.9 |
| 100 м на спині                  | Лінн Берк · США                                                  | 1:09.3 (OR) | Наталі Стюард · Велика Британія                                       | 1:10.8 | Сатоко Танака · Японія                                                                      | 1:11.4 |
| 200 м брасом                    | Аніта Лонсбро · Велика Британія                                  | 2:49.5 (WR) | Вільтруд Урзельманн · Об'єднана німецька команда                      | 2:50.0 | Барбара Ґебель · Об'єднана німецька команда                                                 | 2:53.6 |
| 100 м батерфляєм                | Керолін Шулер · США                                              | 1:09.5 (OR) | Маріанне Гемскерк · Нідерланди                                        | 1:10.4 | Джен Ендрю · Австралія                                                                      | 1:12.2 |
| Естафета 4×100 м вільним стилем | США (USA) Джоан Спіллейн Ширлі Стобс Керолін Вуд Кріс фон Зальца | 4:08.9 (WR) | Австралія (AUS) Дон Фрейзер Ilsa Konrads Лоррейн Крепп Алва Колгун    | 4:11.3 | Об'єднана німецька команда (EUA) Хрістель Штеффін Гайді Пехштайн Ґізела Вайс Урзель Бруннер | 4:19.7 |
| Естафета 4×100 м комплексом     | США (USA) Лінн Берк Патті Кемпнер Керолін Шулер Кріс фон Зальца  | 4:41.1 (WR) | Австралія (AUS) Мерілін Вілсон Роузмері Лессіґ Джен Ендрю Дон Фрейзер | 4:45.9 | Об'єднана німецька команда (EUA) Інґрід Шмідт Урсула Кюпер Бербель Фурманн Урзель Бруннер   | 4:47.6 |

## Країни-учасниці
Змагалося 380 плавців та плавчинь з 45-ти країн.
- Аргентина  (3)
- Австралія  (26)
- Австрія  (10)
- Бельгія  (3)
- Бразилія  (5)
- Бірма  (1)
- Канада  (8)
- Цейлон  (1)
- Куба  (1)
- Чехословаччина  (3)
- Данія  (4)
- Фінляндія  (5)
- Франція  (19)
- Об'єднана німецька команда  (26)
- Велика Британія  (23)
- Греція  (2)
- Гонконг  (1)
- Угорщина  (18)
- Ісландія  (2)
- Індонезія  (2)
- Ізраїль  (4)
- Італія  (23)
- Японія  (21)
- Люксембург  (4)
- Малайя  (2)
- Мальта  (2)
- Мексика  (11)
- Нідерланди  (19)
- Філіппіни  (8)
- Польща  (5)
- Португалія  (5)
- Пуерто-Рико  (1)
- Олімпійський комітет Росії  (1)
- Родезія  (4)
- Румунія  (2)
- ПАР  (3)
- СРСР  (23)
- Іспанія  (10)
- Швеція  (15)
- Швейцарія  (9)
- Туреччина  (2)
- США  (31)
- Венесуела  (1)
- В'єтнам  (2)
- Югославія  (9)